# Dendronephthya binongkoensis
Dendronephthya binongkoensis är en korallart som beskrevs av Verseveldt 1966. Dendronephthya binongkoensis ingår i släktet Dendronephthya och familjen Nephtheidae. Inga underarter finns listade i Catalogue of Life.